# Alpes de Gutenstein

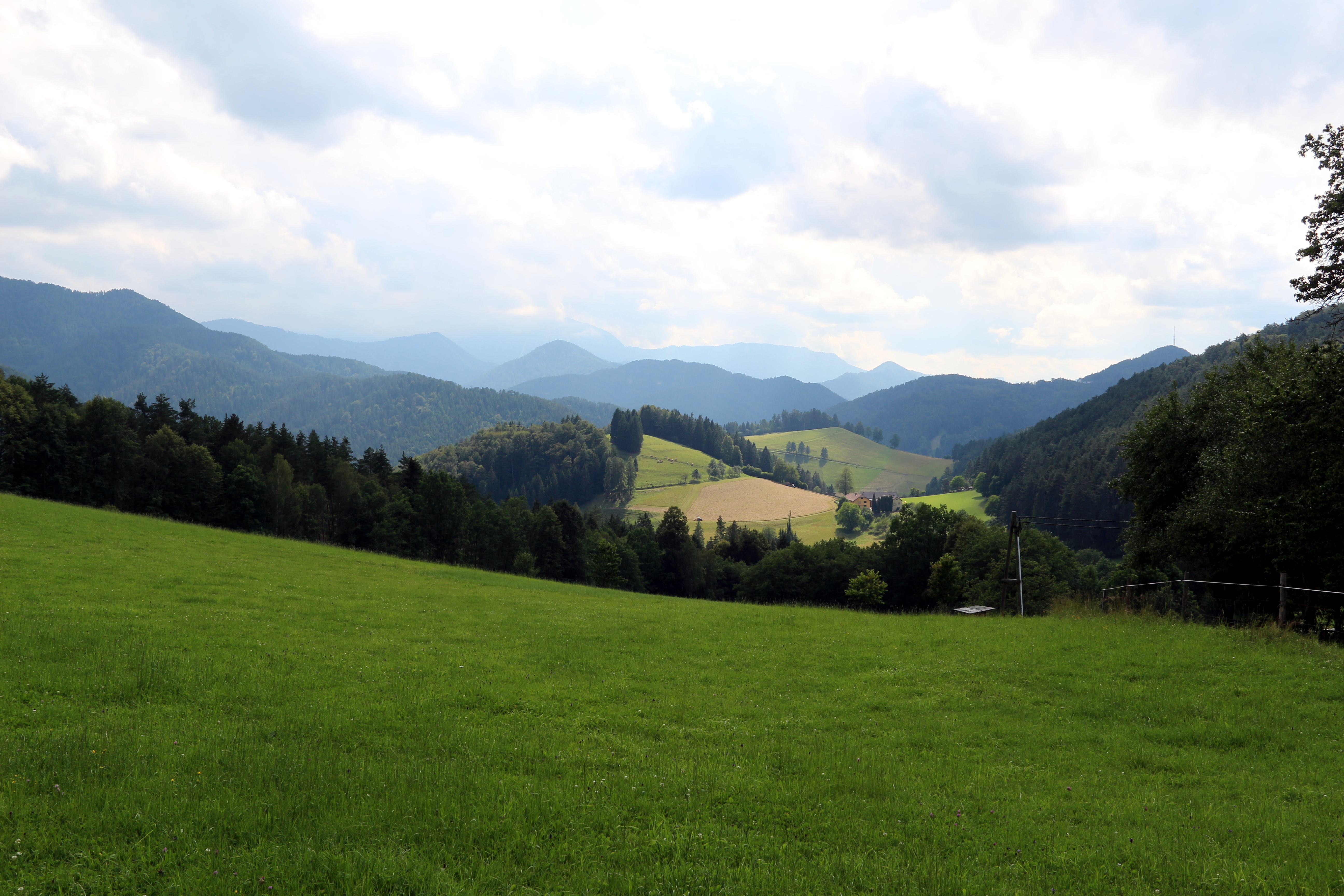
Alpes de Gutenstein à Gutenstein.

Les Alpes de Gutenstein sont un massif des Préalpes orientales septentrionales. Il s'élève en Autriche (Basse-Autriche) et tient son nom de Gutenstein, une localité au cœur des montagnes.
Le Reisalpe est le point culminant du massif.

## Géographie

### Situation
Le massif est entouré par le Wienerwald au nord, les montagnes à l'est de la Mur à l'est, le massif du Rax et Schneeberg au sud, les Alpes de Mürzsteg au sud-ouest et les Alpes de Türnitz à l'ouest.

### Sommets principaux

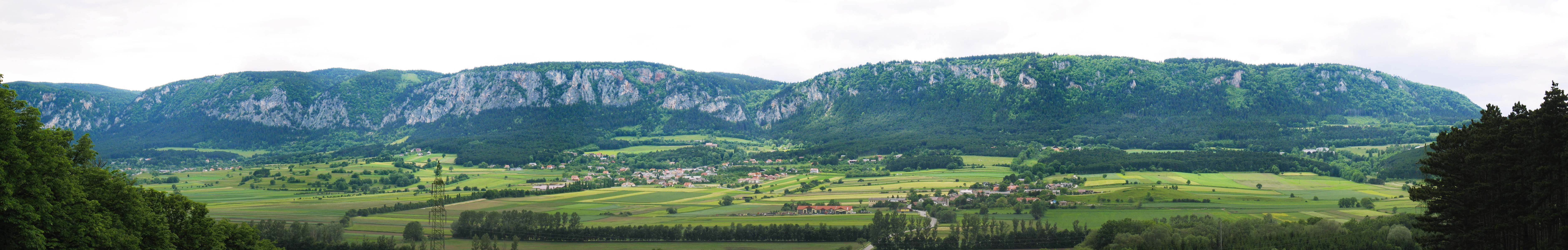
Le Hohe Wand vu du sud-est.

- Reisalpe, 1 399 m
- Handlesberg, 1 370 m
- Unterberg, 1 342 m
- Kloster-Hinteralpe, 1 311 m
- Hochstaff, 1 305 m
- Jochart, 1 266 m
- Muckenkogel, 1 248 m
- Katharinenschlag, 1 222 m
- Schober, 1 213 m
- Plackles (Hohe Wand), 1 132 m

## Géologie
Le massif est principalement composé de calcaire de Gutenstein et de dolomie du Trias inférieur et moyen. Ces roches relativement grossières présentent presque toujours un fond clair et des couches relativement colorées. Au sud-est et au nord-ouest se trouvent également des conglomérats du Crétacé.
Dans la roche calcaire, il existe de nombreuses grottes : l'Einhornhöhle à Dreistetten ou l'Eisensteinhöhle à Brunn an der Schneebergbahn, généralement ouverte aux explorations.
La particularité des dépôts qui se sont produits dans la région a donné son nom à la dolomie de Gutenstein. Elle peut être finement ou grossièrement granuleuse et contenir des composantes caillouteuses ou argileuses. Les teintes allant du gris au brun sont caractéristiques des lagunes du Trias et donnent ses multiples couleurs à la dolomie. Elles se retrouvent bien au-delà vers l'ouest, jusqu'au massif du Dachstein.

## Activités

### Stations de sports d'hiver
- Grünbach am Schneeberg
- Lilienfeld
- Muggendorf

### Tourisme estival

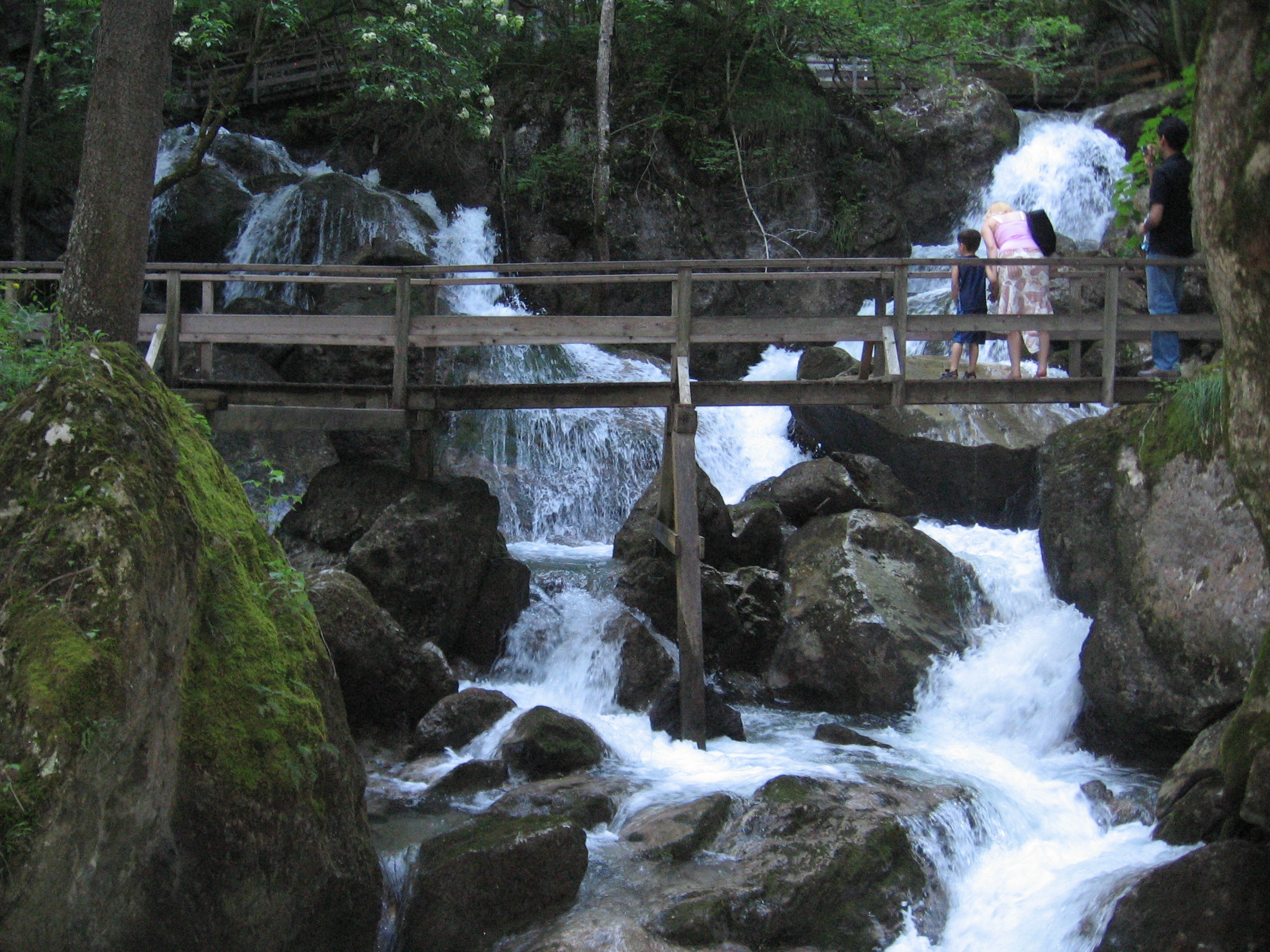
Les chutes de la Myra.

Les Alpes de Gutenstein sont une zone de loisirs importante pour la population des régions de Vienne, Wiener Neustadt et Sankt Pölten. Le Hohe Wand surtout, à l'est, est accessible par une multitude de sentiers de randonnée, via ferrata et escalade, ainsi que de nombreux hôtels de montagne et refuges. Les chutes de la Myra et les gorges du Steinwand (entre Pernitz et Furth an der Triesting) sont des destinations populaires.

### Environnement
Une partie du Hohe Wand est protégée en tant que parc naturel. Des attractions touristiques critiquées profitent toutefois de ce classement, avec des installations lourdes, comme la plate-forme panoramique « Skywalk » accrochée à la falaise.
Le parc naturel Sierningtal-Flatzer Wand, ouvert en 1976, est situé un peu plus au sud.

### Sylviculture
La majeure partie des Alpes de Gutenstein est densément boisée et exploitée en sylviculture. Au niveau des hauteurs les plus importantes, on trouve surtout des épicéas et des mélèzes, dans les endroits encaissés des fagus et dans les endroits plus secs des pins. Le district de Lilienfeld qui recouvre le secteur nord-ouest du massif possède la plus grande proportion de surface boisée de tous les districts de l'Autriche.